# Mongoloraphidia assija
Mongoloraphidia assija is een kameelhalsvliegensoort uit de familie van de Raphidiidae. De soort komt voor in Kirgizië.
Mongoloraphidia assija werd voor het eerst wetenschappelijk beschreven door H. Aspöck et al. in 1995.